# 이나모리 가쓰히사
이나모리 가쓰히사(일본어: 稲森 克尚, 1994년 3월 8일 ~ )는 일본의 전 축구 선수이다.

## 구단 경력
그는 2012년부터 2018년까지 J리그의 감바 오사카, 가이나레 돗토리, 그루자 모리오카에서 활동하였다.